# Ahrenviölfeld
Ahrenviölfeld (frisó septentrional Årnfjål, danès Arenfjoldemark) és un municipi del districte de Nordfriesland, dins l'Amt Viöl, a l'estat alemany de Slesvig-Holstein. És a 15 kilòmetres al sud de Husum. El 31 de desembre del 2023 tenia 236 habitants.